# Barbara Jäger (Malerin)

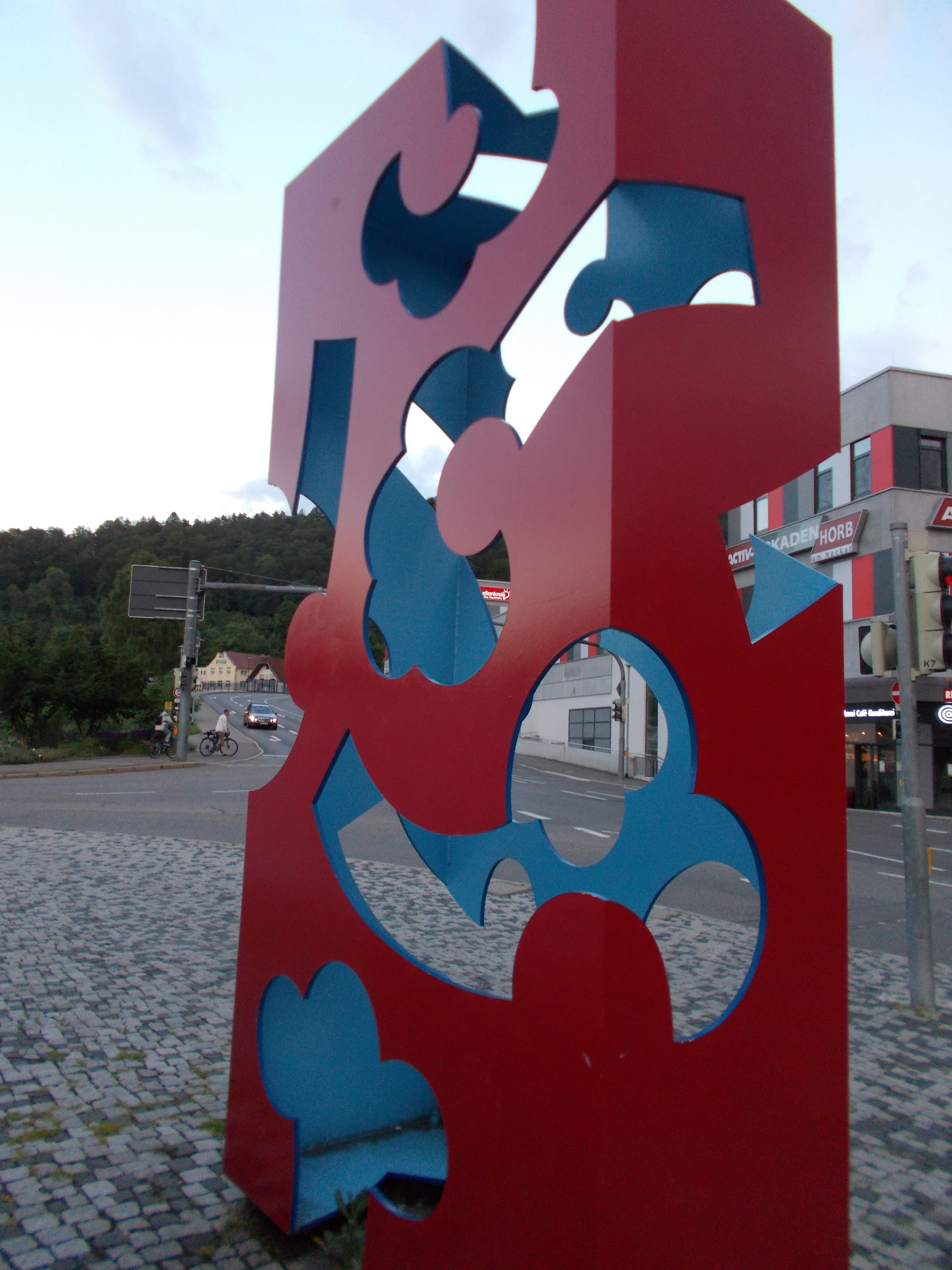
Neckarblüte (Horb a. N., 2010)

Barbara Jäger (* 1946 in Schwäbisch Gmünd) ist eine deutsche bildende Künstlerin. Sie arbeitet als Malerin und Bildhauerin.

## Leben und Werk
Barbara Jäger studierte 1966 bis 1970 Malerei an der Staatlichen Akademie der Bildenden Künste Karlsruhe bei Walter Herzger, Horst Antes und Fritz Klemm und Kunstgeschichte an der Universität Karlsruhe.
Sie ist verheiratet mit dem Bildhauer OMI Riesterer, mit dem sie in den Bereichen Kunst am Bau, Glockenzier und der Gestaltung von sakralen Räumen sowie als Kuratorin arbeitet. Barbara Jäger lebt und arbeitet in Karlsruhe. Sie ist Gründungsmitglied der Ateliergemeinschaft Neue Schule in Karlsruhe-Bulach.

## Mitgliedschaften

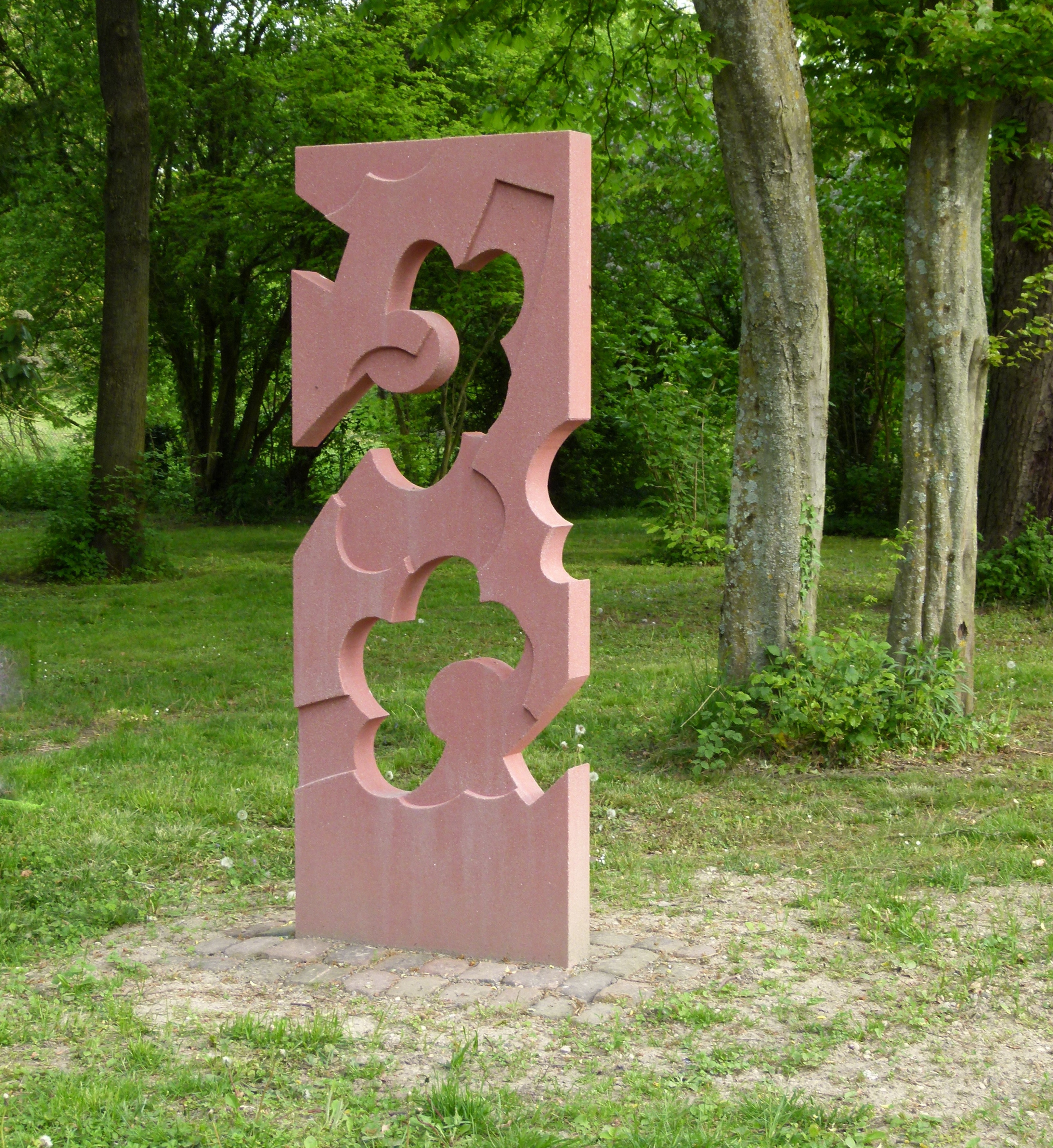
Blütentraum (210 x 80 x 12 cm. 2015. Privatbesitz)

- Bundesverband Bildender Künstlerinnen und Künstler
- Bund freischaffender Bildhauer*innen Baden-Württemberg
- Kunstverein der Diözese Rottenburg-Stuttgart
- Gemeinschaft Christlicher Künstler Erzdiözese Freiburg
- Deutscher Werkbund Baden-Württemberg
- Kunstverein Oberer Neckar Horb
- GEDOK Karlsruhe
- Gründungsmitglied Atelierhaus Neue Schule Karlsruhe

## Werke

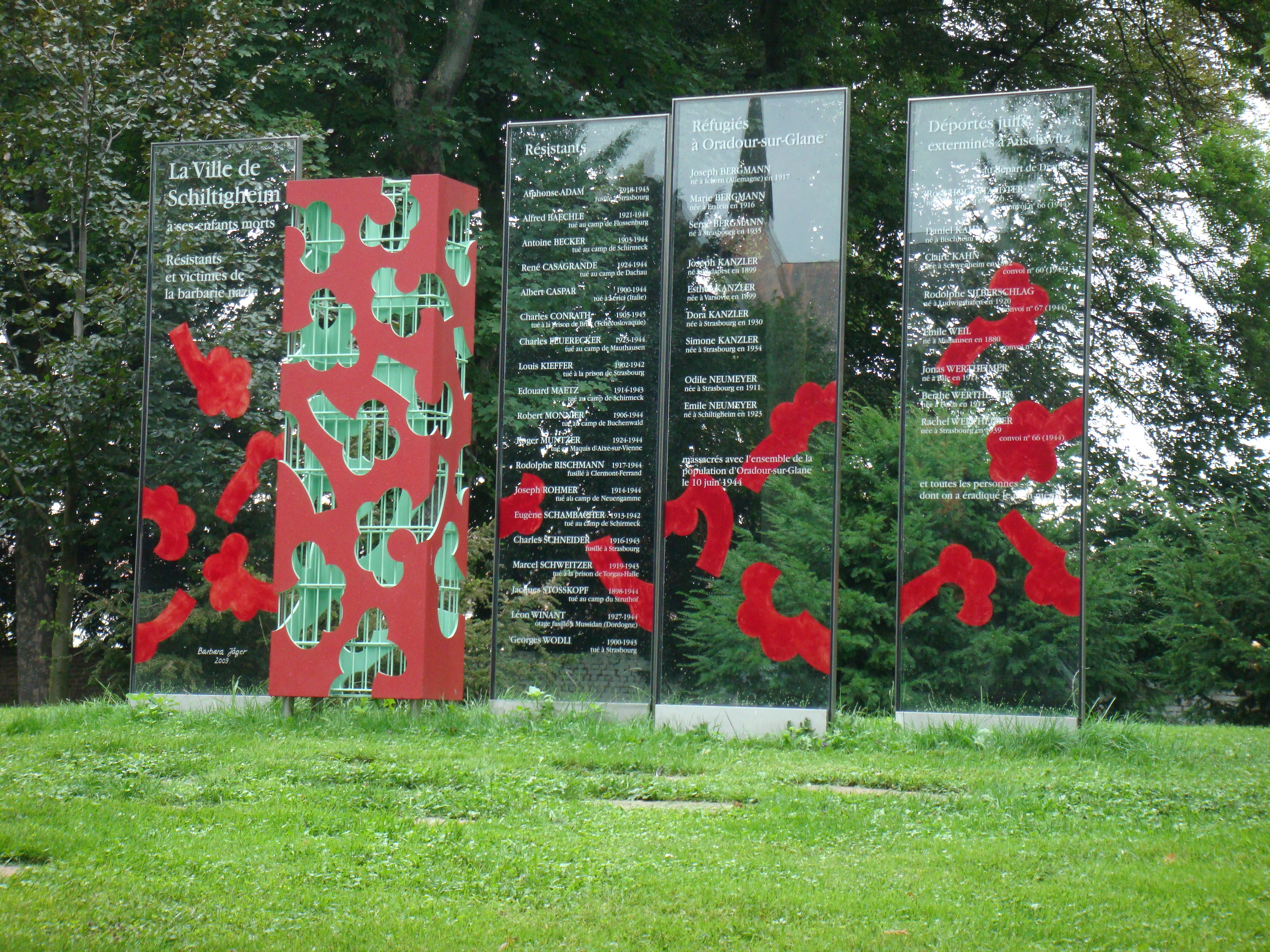
Stèle de la Résistance von Barbara Jäger. 200 x 400 x 30 cm. Schiltigheim, Frankreich, 2009

### Werke im öffentlichen Raum (Auswahl)
- 1974/1975: Kunst am Bau, Staudinger Gesamtschule Freiburg, mit OMI Riesterer (1. Preis)[1][2][3]
- 1976: Konstanzer Vögel, Wandmalerei Universität Konstanz, mit OMI Riesterer (1. Preis)[4]
- 1979/1980: Prinz-Max-Palais, Städtische Kinder- und Jugendbücherei Karlsruhe, Deckengestaltung, Objekte und Bilder, mit OMI Riesterer
- 1981: Bildungszentrum Königsbach, Wandmalerei und Vogelobjekte, mit OMI Riesterer[5]
- 1981: Landespolizeischule Freiburg, Wandgestaltung
- 1983–1986: Binding-Areal Karlsruhe, Glasfenster und Fassadengestaltung, mit OMI Riesterer
- 1988: Bürgersäule, Bürgerzentrum Oberreut-Karlsruhe, mit OMI Riesterer[6][7]
- 1997: Rintheimer Hirtenbrunnen, Karlsruhe, mit OMI Riesterer[8]
- 2005: Tulpenblatt, Präsentationsgeschenk für die Stadt Karlsruhe
- 2009: Stèle de la Résistance, Schiltigheim, Frankreich (1. Preis)[9]
- 2010: Neckarblüte, Stadtzeichen für Horb a. N. (1. Preis)[10]
- 2011: Blütenstele, Projekt „Aspekte“, Hauptfriedhof Karlsruhe[11][12]
- 2014: Rednerpult für die Landesvertretung Baden-Württemberg in Brüssel, mit OMI Riesterer[13]
- 2014/2015: Tor des Ankommens, Waldenserdenkmal – Palmbach (1. Preis), mit OMI Riesterer[14]
- 2016: Blütentraum, Stele Betonguss, Friedhof Bulach-Karlsruhe[15]
- 2018: Blütentraum, Stele Betonguss, Stadt Breisach, Franziskaner Klostergarten

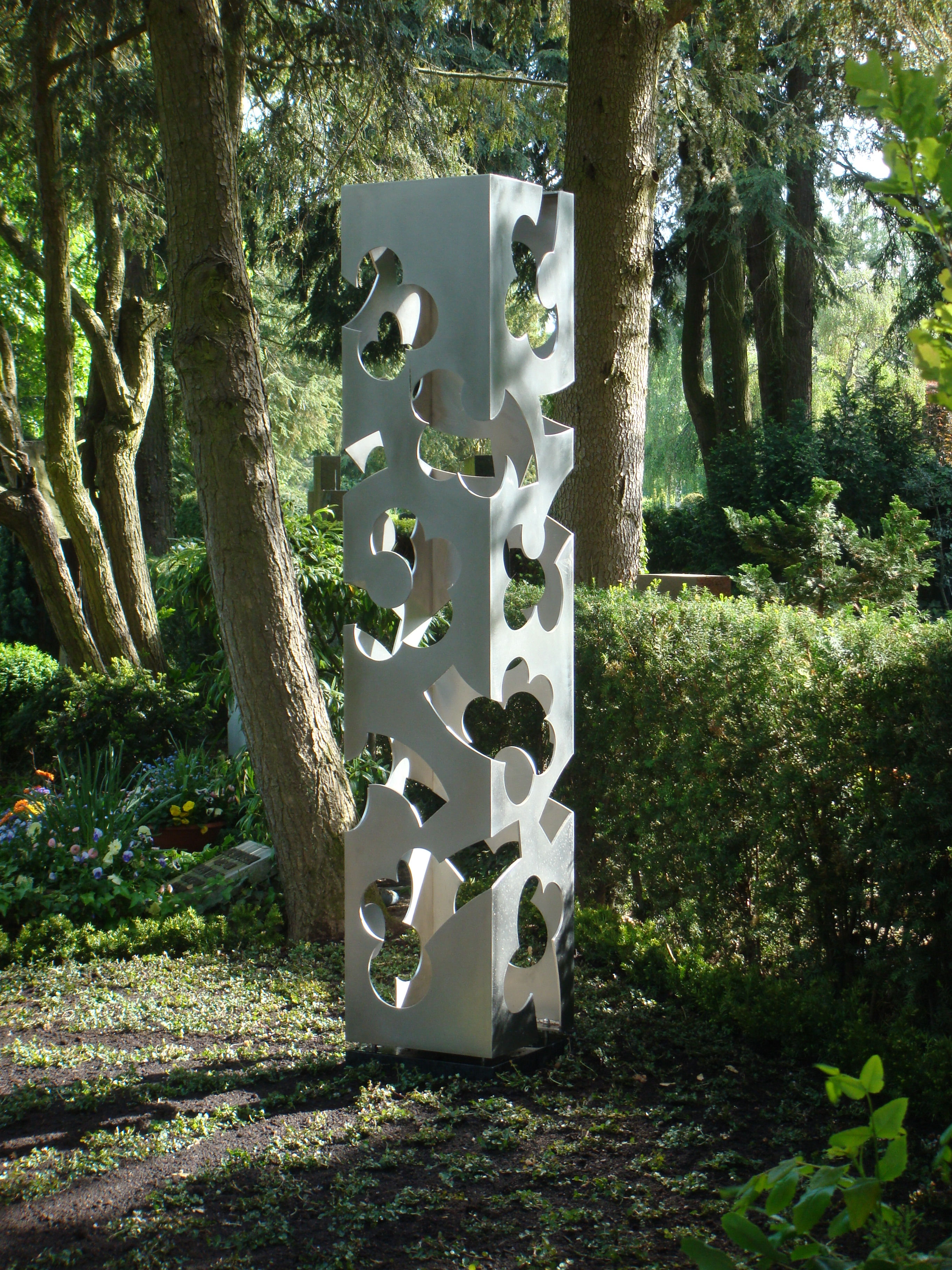
Blütenstele von Barbara Jäger. 200 x 40 x 40 cm. 2011. Hauptfriedhof Karlsruhe.

### Werke in Kirchen (Auswahl)
- 1988: Himmlisches Jerusalem, Aussegnungshalle Hagsfeld-Karlsruhe, Glaswand
- 1992: Himmlisches Jerusalem, Aussegnungshalle Karlsruhe-Durlach-Aue, Glaswand
- 1993: Ausmalung der Kuppel St. Bartholomäus Büchenau, Chorraumgestaltung, mit OMI Riesterer
- 1995: Großes Kreuzbild, evang. Gemeindezentrum Knielingen-Karlsruhe
- 1997–1999: Chorbild und Deckenmalerei St. Jakobus Fahrenbach, Chorraumgestaltung, mit OMI Riesterer[16]
- 1998: Osterleuchter, St. Peter Ilvesheim, Chorraumgestaltung, mit OMI Riesterer
- 2004: Frieden, Altarbild Friedenskirche Sonderried-Wertheim, Chorraumgestaltung, mit OMI Riesterer[17]
- 2007: Kreuzweg, St. Valentin, Karlsruhe-Daxlanden
- 2007: Bild Schöpfung, Chorwandgestaltung, St. Konrad Hohenwettersbach
- 2008: Bronzerelief Kirchentür St. Urbanus Guttenbach, Chorraumgestaltung, mit OMI Riesterer[18]
- 2009: Altar und Ambo aus Holz, St. Ägidius Höfendorf, Chorraumgestaltung, mit OMI Riesterer[19]
- 2011: Kapelle im Kloster Wald, Neugestaltung des Prälatensaals, mit OMI Riesterer[20]
- 2012: Lichtkreuz, und Osterleuchter aus Bronze, Bruder Klaus Kirche in Edingen-Neckarhausen, Chorraumgestaltung, mit OMI Riesterer[21]

## Ausstellungen (Auswahl)

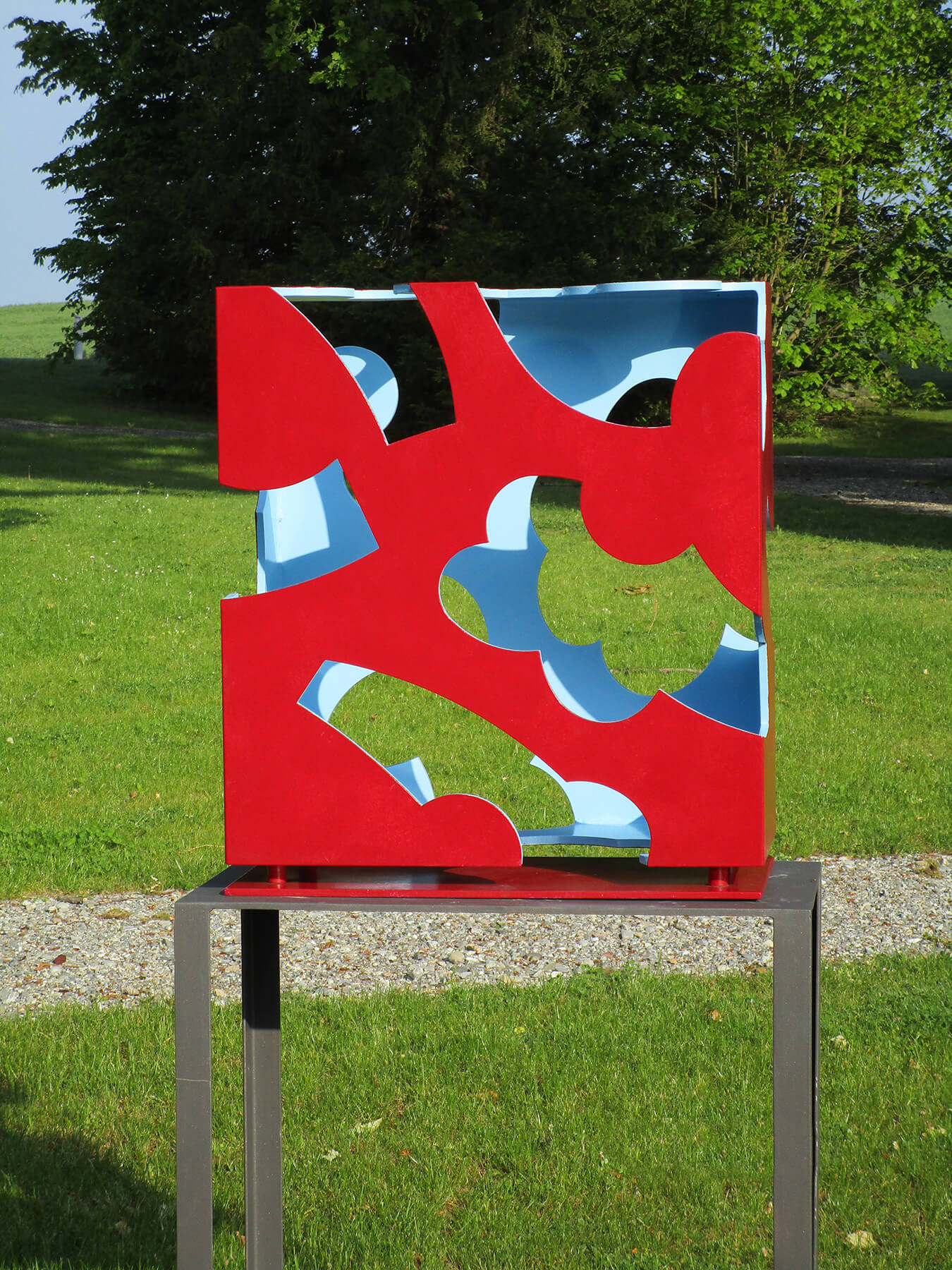
Inside out von Barbara Jäger. 64 x 60 x 30 cm. 2009. Privatbesitz

### Einzelausstellungen
- 1978: Kunstverein Neckar-Odenwald, Rathausgewölbe, Mosbach
- 1979: Kleine Galerie, Kunstkreis Tuttlingen
- 1994: „Karlsruher Tor“, Kleine Majolika Galerie, Karlsruhe, mit OMI Riesterer
- 1998: „Karlsruher Lippenstift“, Kleine Majolika Galerie, Karlsruhe, mit OMI Riesterer[22]
- 2005: Ugge-Bärtle-Haus, Tübingen, mit OMI Riesterer
- 2008: „Farbe begegnet Form“, Hallescher Kunstverein, Halle an der Saale, mit OMI Riesterer
- 2010: „Zwei Ansichten“, Galerie Im Kloster, Kunstverein Oberer Neckar, Horb, mit OMI Riesterer[23]
- 2013: „Wirklichkeiten“, Landesvertretung Baden-Württemberg in Brüssel, mit OMI Riesterer
- 2016: Künstlerhaus Galerie, Karlsruhe, mit OMI Riesterer
- 2017: „wir zwei.“ Radbrunnen-Galerie, Breisach, mit OMI Riesterer[24]
- 2018: Heimattage Baden-Württemberg, Ausstellung Rathaus Waldkirch, mit OMI Riesterer[25]
- 2020: „Nähe und Distanz,“ Galerie Melchior, Kassel, mit OMI Riesterer[26]
- 2024: „Öfterblau und dunklerholz“, Ausstellung im Aschingerhaus, Oberderdingen, mit OMI Riesterer[27]
- 2024: „Gemischtes Doppel“, Kunst im Rathaus Horb am Neckar, mit OMI Riesterer[28]

### Gruppenausstellungen
- 1971: Künstlerbund Baden-Württemberg, Kunsthalle Baden-Baden
- 1972: Künstlerbund Baden-Württemberg, Mannheimer Kunstverein
- 1975: Jugendpreis der Künstlergilde Ulm, in Ulm und Schwäbisch Gmünd
- 1976: Kunstpreis „Junger Westen“, Recklinghausen
- 1977: „Junges Baden-Württemberg“, Wanderausstellung der Staatsgalerie, Stuttgart
- 1978: „Bau + Kunst“ Universität Konstanz, Kunstverein Freiburg
- 1979: „Erzählende Zeichnung“, 5 Künstler in der Südwest Galerie, Karlsruhe
- 1981: „Karlsruher Künstler“, Badischer Kunstverein Karlsruhe
- 1981: „Künstlerpaare“, Regierungspräsidium Karlsruhe
- 1982: „Sommerausstellung“, Karlsruher Künstler, Badischer Kunstverein, Karlsruhe
- 1983: Neue Darmstädter Sezession, Preis für Junge Künstler, Darmstadt – Wien – Düsseldorf
- 1984: „Kunstschaffen im Ostalbkreis“ Aalen / Ostalbkreishaus
- 1988: „Wagnis oder Spekulation“, Sammlung und Kunstpreis der Sparkasse Karlsruhe, Badischer Kunstverein Karlsruhe
- 1990: Sammlung Günter Westermann, Galerie Stadt Sindelfingen
- 1997: „3x3 im Raum“ Orgelfabrik Karlsruhe-Durlach
- 1999: „Revolution in der Box“, Sammlung Westermann Fruchthalle Rastatt[29]
- 2004: „Masken“, Ausstellung des BBK im Museum am Markt, Badisches Landesmuseum Karlsruhe
- 2005: „Flagge zeigen“, Gesellschaft der Freunde Junger Kunst, Baden-Baden
- 2006: „Physische Gegenstände für den geistigen Gebrauch“, Kloster Bronnbach GCK Freiburg
- 2007: „Vorgestellt“, BfB im Regierungspräsidium Karlsruhe[30]
- 2008: „Spielart“, BBK Landesausstellung Regierungspräsidium Karlsruhe
- 2009: „Hängende Gärten – Arkadien lebt“, GEDOK NRR, Essen Zeche Zollverein
- 2010: „Gartenwinkel“, Viehmarkterme Trier, Deutscher Werkbund
- 2012: „Wir zeigen's Euch“, Ausstellung des BfB im Regierungspräsidium Karlsruhe[31][32]
- 2014: „Nackte Form“, Ausstellung des BfB im Regierungspräsidium Karlsruhe[33]
- 2015: „Hommage à Karlsruhe“, Ausstellung zum 300-jährigen Stadtgeburtstag mit BfB, BBK u. Künstlern der Partnerstadt Nancy[34]
- 2016: Ausstellung des BfB im Regierungspräsidium Karlsruhe[35]
- 2017: „Körper-Raum-Entgrenzung“, Diözesanmuseum Rottenburg[36]
- 2017: Bund freischaffender Bildhauer Baden-Württemberg, Regierungspräsidium Karlsruhe[37][38]
- 2017: „BrückenBilden“, Seepark Allensbach, Deutschland[39]
- 2018: „Vor dem Wind – Gegen den Strom“, Rechberghausen, Skulpturenweg[40]
- 2019: „Überschneidungen“, Kloster Hegne/Allensbach[41]
- 2019: „Lust am Detail“, Kreishaus Ludwigsburg[42]
- 2020: „Engel, oder kann das weg?“ Regierungspräsidium Karlsruhe, Kloster Obermarchtal, Wendelinskapelle und evang. Stadtkirche Marbach a.N.[43]
- 2021: „6. internationaler andré-evard-preis“, Kunsthalle Messmer, Riegel[44]
- 2022: „Skulpturenpfad“ Waldfriedhof, Radolfzell am Bodensee.[45]
- 2023: „50 Jahre Kunstkreis“, Tuttlingen[46]
- 2023: „Skulptur“ 50 Jahre Bund freischaffender Bildhauer*innen Baden-Württemberg, Regierungspräsidium Karlsruhe, Karlsruhe[47]
- 2023: 50 Jahre BBK. Regierungspräsidium Karlsruhe, Deutschland[48]
- 2023: Skulptur! 50 Jahre Bund freischaffender Bildhauer*innen Baden-Württemberg. Vertretung des Landes Baden-Württemberg, Brüssel, Belgien[49]
- 2024: Skulpturenforum. Amriswil, Schweiz.[50]